# United Liberal Party
United Liberal Party ist eine politische Partei in Sambia.
Die ULP ist eine Abspaltung der United Party for National Development und wie diese dem Liberalismus verpflichtet. Ihr Vorsitzender, Sakwiba Sikota, gründete sie im Juli 2006, nachdem er in der Wahl um den Vorsitz der UPND Hakainde Hichilema unterlegen war. Bei den folgenden Wahlen in Sambia 2006 konnte die ULP zwei Mandate in der Nationalversammlung erringen.